# Thomas Schmidt
Thomas Schmidt (Bad Kreuznach, 18 de febrero de 1976) es un deportista alemán que compitió en piragüismo en la modalidad de eslalon.
Participó en los Juegos Olímpicos de Sídney 2000, obteniendo una medalla de oro en la prueba de K1 individual. Ganó dos medallas en el Campeonato Mundial de Piragüismo en Eslalon, oro en 2002 y bronce en 2003, ambas en la prueba de K1 por equipos, y tres medallas de oro en el Campeonato Europeo de Piragüismo en Eslalon entre los años 1996 y 2002.

## Palmarés internacional
| Juegos Olímpicos   | Juegos Olímpicos                     | Juegos Olímpicos  | Juegos Olímpicos |
| Año                | Lugar                                | Medalla           | Competición      |
| ------------------ | ------------------------------------ | ----------------- | ---------------- |
| 2000               | Sídney (Australia)                   | Medalla de oro    | K1 individual    |
| Campeonato Mundial |                                      |                   |                  |
| Año                | Lugar                                | Medalla           | Competición      |
| 2002               | Bourg-Saint-Maurice (Francia)        | Medalla de oro    | K1 por equipos   |
| 2003               | Augsburgo (Alemania)                 | Medalla de bronce | K1 por equipos   |
| Campeonato Europeo |                                      |                   |                  |
| Año                | Lugar                                | Medalla           | Competición      |
| 1996               | Augsburgo (Alemania)                 | Medalla de oro    | K1 por equipos   |
| 1998               | Roudnice nad Labem (República Checa) | Medalla de oro    | K1 por equipos   |
| 2002               | Bratislava (Eslovaquia)              | Medalla de oro    | K1 por equipos   |